# Sermage
Sermage, hrvatska plemićka obitelj francuskog podrijetla, iz Burgundije. Prvi član obitelji koji se doselio u Hrvatsku bio je Josip Petar (1688. – 1746.), tajnik austrijskog generala Josipa Rabatte. Godine 1720. oženio se barunicom Julijanom Moscon te postao ugarski barun i nasljednik baštine obitelji Čikulin. Godine 1723. Hrvatski sabor primio ga je u red hrvatskih velikaša. Njegov sin Petar Troilo (1722. – 1771.) dobio je naslov grofa 1749. godine. Obnašao je dužnost generala bojnika u Vojnoj krajini, a sudjelovao je u Ratu za austrijsku baštinu (1740. – 1748.) te u Sedmogodišnjem ratu (1756. – 1763.) Njegovi sinovi Petar Ivan (1746. – 1804.) i Mavro (1760. – 1812.) bili su začetnici dviju obiteljskih loza, dok je treći sin Josip (1761. – 1833.) bio zagrebački kanonik i vrhovni ravnatelj školstva u Hrvatskoj u periodu od 1812. do 1833. godine.
Sin Petra Ivana, Karlo Ivan Petar (1793. – 1851.) istaknuo se u obrani municipalnih prava Hrvatske na Saboru 1832. godine, a izdao je 1836. godine i brošuru Prvotno ujedinjenje Kraljevstava Hrvatske, Dalmacije i Slavonije sa ugarskom krunom. Oton Sermage se istaknuo kao pristaša Narodne stranke, a bio je i suradnik bana Josipa Jelačića Bužimskog. Godine 1885. grof Rikard (1831. – 1903.) je rasprodao sve obiteljske posjede i odselio se iz Hrvatske. Smrću njegovoga sina Josipa, 1968. godine, ugasila se obiteljska loza.

## Vanjske poveznice
- Sermage Hrvatska enciklopedija
- Sermage Proleksis enciklopedija